# Os Mutantes (álbum)
Os Mutantes es el álbum debut homónimo de la banda brasileña Os Mutantes. Con este disco queda trazado el estilo dentro del cual va a componer e interpretar la banda, mezclando el rock de los Beatles con el movimiento tropicalista, que a su vez mezclaba el movimiento hippie con la cultura popular brasileña.

## Canciones
1. Panis Et Circenses (3:38)
  - (Gilberto Gil/Caetano Veloso)
2. A Minha Menina (4:42)
  - (Jorge Ben)
3. O Relógio (3:30)
  - (Os Mutantes)
4. Adeus, Maria Fulô (3:04)
  - (Sivuca/Humberto Teixeira)
5. Baby (3:01)
  - (Caetano Veloso)
6. Senhor F (2:33)
  - (Os Mutantes)
7. Bat Macumba (3:10)
  - (Gilberto Gil/Caetano Veloso)
8. Le Premier Bonheur du Jour (3:36)
  - (Jean Gaston Renard/Frank Gerald)
9. Trem Fantasma (3:16)
  - (Caetano Veloso/Os Mutantes)
10. Tempo no Tempo (Once Was a Time I Thought) (1:47)
  - (J. Philips/Mutantes)
11. Ave, Gengis Khan (3:48)
  - (Rita Lee/Arnaldo Baptista/Sérgio Dias)

## Reedición en CD
El 2006, Universal reeditó y remasterizó todos los CD de Os Mutantes debido al creciente interés y popularidad de la banda. En todas las reediciones se conservó el orden, nombre, duración y arte de los vinilos originales, añadiendo, además, las letras de las canciones y pequeñas reseñas correspondientes para cada álbum.

## Créditos

### Mutantes
- Arnaldo Baptista - bajo, teclado y voz
- Rita Lee - voz, flauta dulce y percusión
- Sérgio Dias - guitarra y voz

### Colaboraciones
- Dirceu - batería
- Jorge Ben - guitarra
- Dr. César Baptista - voz en "Ave, Gengis Khan"

### Equipo técnico
- Manoel Barenbein - producción
- Rogério Duprat - arreglos
- Stelio Carlini - técnico de sonido
- Perroy - arte de carátula
- Mutantes - arte de contracarátula

- Datos: Q650681